# 英國鐵路325型電力動車組
英鐵325型電力動車組（英語：British Rail Class 325）是一款在1995─1996年由ABB在英國德比製造的行包動車組，主要用於皇家郵政的郵件運輸。
325型動車組以319型動車組為基礎，車體及動力裝置與319型相同，但325型列車採用了Adtranz的“Networker”列車的頭型。此外，325型裝有兼容機車的車鈎，可直接由機車牽引運行於非電氣化鐵路而無需加掛緩衝車。
ABB最初製造了16組325型列車，但編號為325010的列車因損毀而於2012年被拆解。與皇家郵政簽訂郵件運輸合同的德鐵信可鐵路現時負責管理剩餘15組325型動車組，合同期至2018年止。

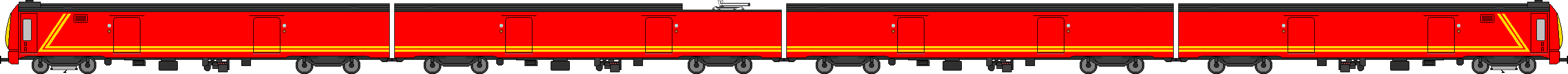
英鐵325型電力動車組塗裝